# Metro de Nova York

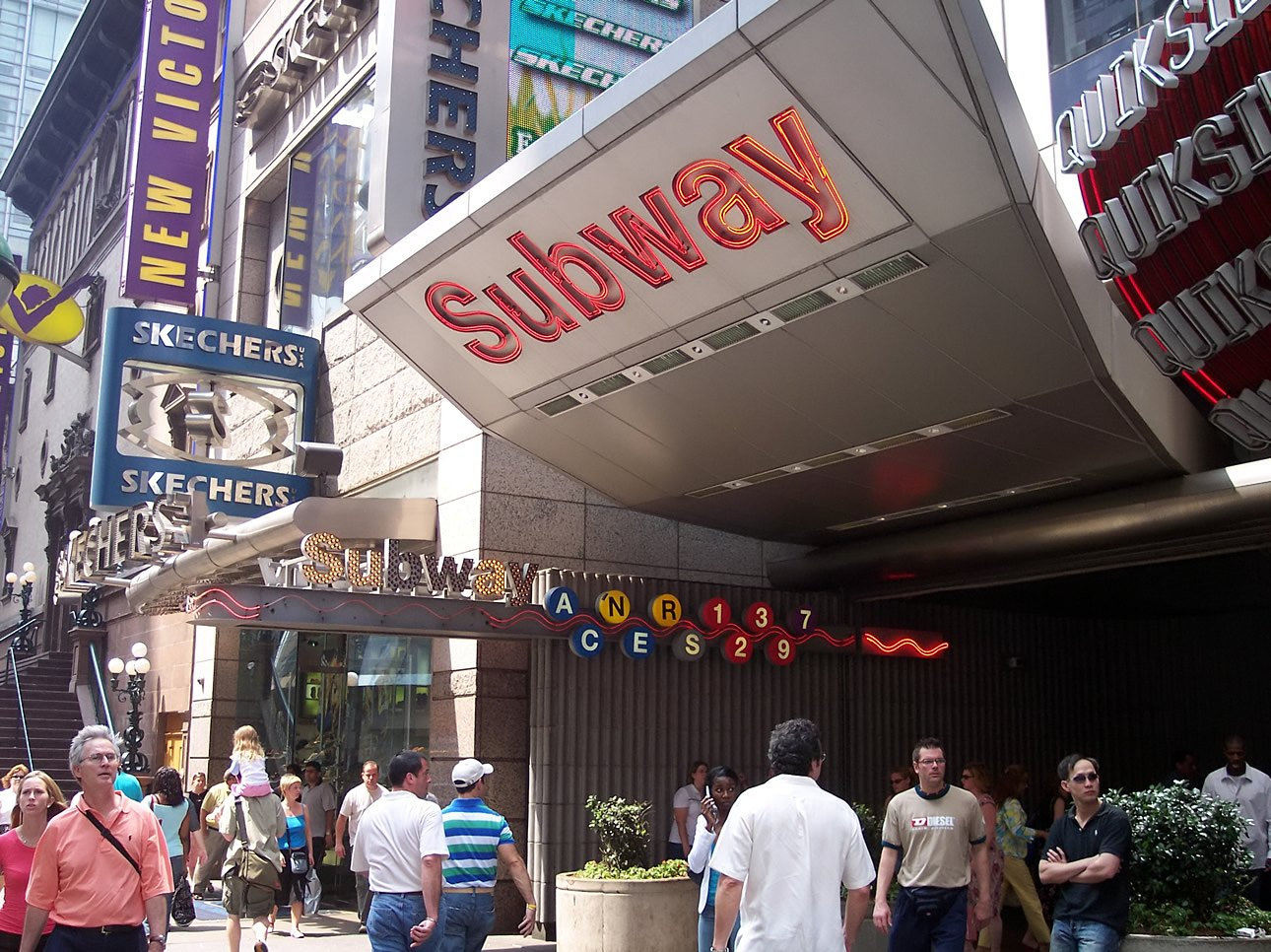
Entrada de l'estació Times Square-42nd Street

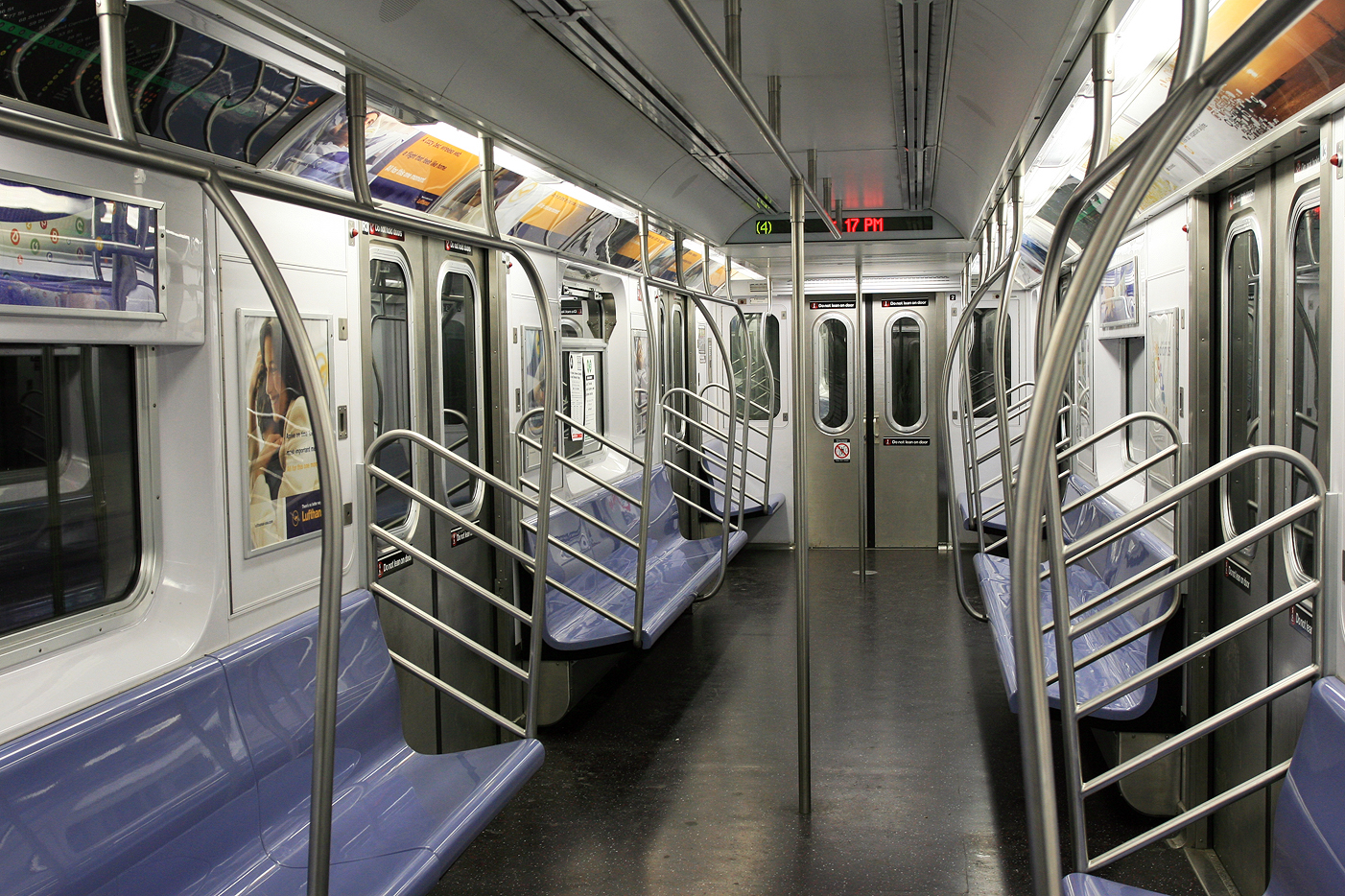
Tren de la sèrie R142A a la ruta 14

El Metro de Nova York (en anglès New York City Subway) és un sistema de trànsit ràpid propietat de la ciutat de Nova York. L'Autoritat del Trànsit de la Ciutat de Nova York (NYCTA) en té l'usdefruit, NYCTA és una filial de l'Autoritat Metropolitana de Transport. És un dels sistemes de transport públic més extens del món, amb 468 estacions, i 369 quilòmetres de rutes, que traduït són 1.056 km de vies. A més de la gran extensió és un dels pocs metros del món que està obert les 24 hores del dia els 365 dies de l'any.
Tot i que és conegut com the subway (en català "el subterrani"), que implica que opera sota terra, el 40% del sistema circula en superfície i inclou estructures elevades, viaductes, terraplens. A l'illa de Manhattan és totalment soterrat, però només parcialment a la resta de districtes.
Actualment es troba en construcció la primera fase de la línia de Second Avenue, a la zona est de Manhattan, per descongestionar la línia IRT Lexington Avenue.

## Història

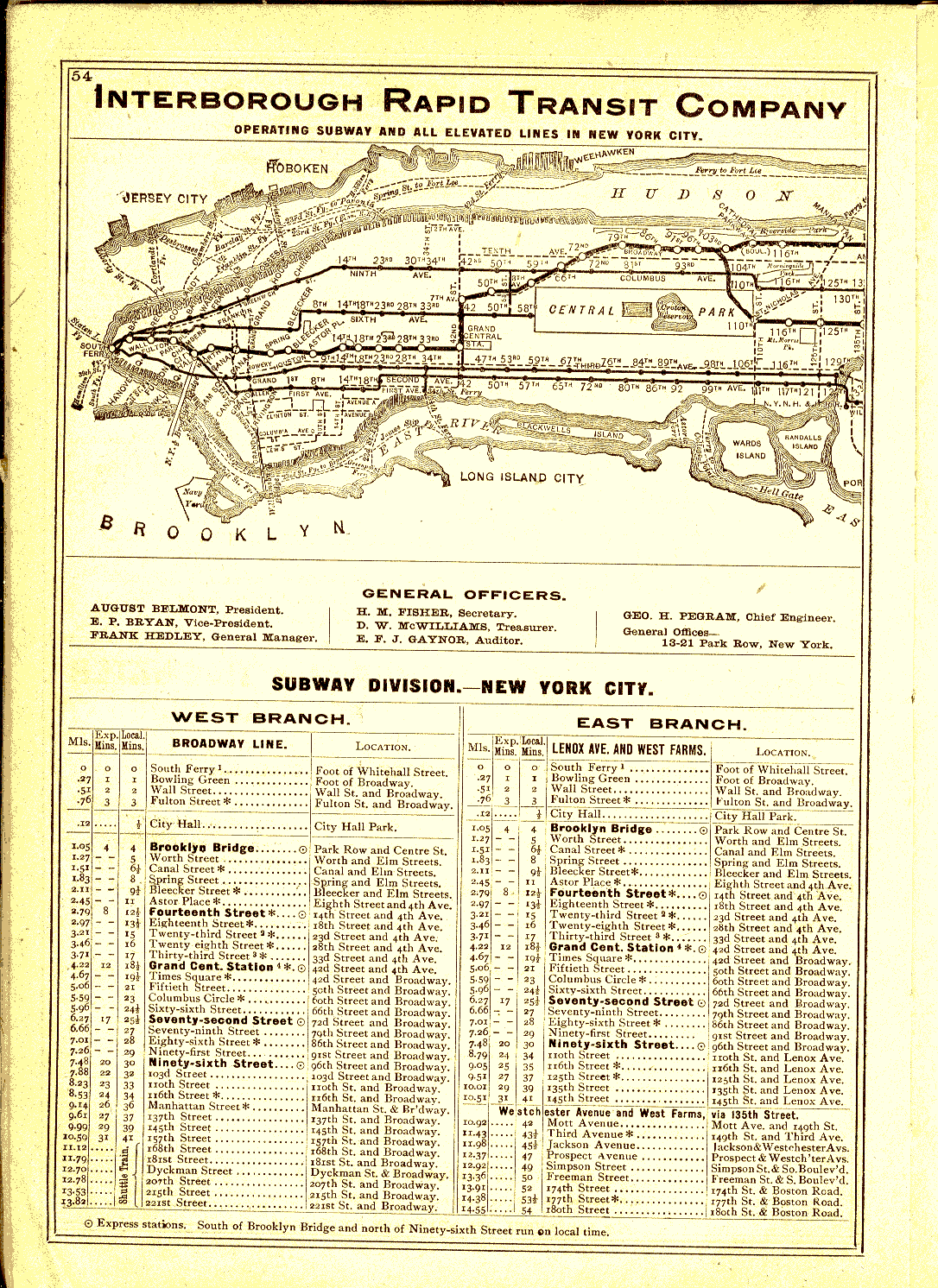
Mapa de 1906 del IRT.

Mentre que la primera línia de metro subterrani va obrir el 1904, la primera línia elevada (la línia de la Novena Avinguda de l'IRT) va obrir aproximadament 35 anys abans. L'estructura més vella que encara s'usa (encara que reforçada) va obrir el 1885 com a part de la línia de l'Avinguda Lexington i ara és part de la línia de Jamaica de BMT a Brooklyn. La línia més antiga oberta totalment separada del trànsit és la West End de BMT, en ús des de 1863. Al ferrocarril de Staten Island (Staten Island Railway), circulen vehicle del metro (model R44) però no és considerat part del metro.
En l'època en què el primer metro va obrir, les línies estaven agrupades en dos sistemes separats de propietat privada, Brooklyn Rapid Transit Company (BRT, més tard Brooklyn-Manhattan Transit Corporation, BMT ) i Interborough Rapid Transit Company (IRT). L'Ajuntament estava implicat de prop; cada línia construïda per a la IRT i la major part de les línies construïdes o millorades per a la BRT després de 1913 van ser construïdes per l'Ajuntament i llogades a les companyies (mitjançant els Contractes originals 1 i 2 per al metro d'IRT i els Contractes Duals per a expansions posteriors). La primera línia operada pel Sistema de Metro Independent (Independent Subway System, IND) de propietat municipal, va obrir el 1932; el sistema estava concebut per competir directament amb els sistemes privats i permetre que es desmantellessin alguns dels ferrocarrils elevats i això pot comprovar-se per la proximitat entre les línies de la Setena i Vuitena Avingudes (IRT i IND, respectivament) i en les línies de Jerome Avenue (IRT) i Grand Concourse (IND) al Bronx, per citar dos exemples.
En 1934, els treballadors del BRT, IRT i IND es van unir per formar el Sindicat de Treballadors del Transport d'Amèrica (Transport Workers Union of America, TWU), organitzada com a Local 100. La Local 100 es manté com el capítol local més influent de tot el sindicat. Des de la seva fundació, han mantingut tres vagues a causa de disputes contractuals amb la MTA: 12 dies el 1966, 11 dies el 1980, i tres dies el 2005.
El 1940 els dos sistemes privats van ser comprats per l'Ajuntament, algunes línies elevades es van tancar aviat. La integració va ser lenta, però es van construir força connexions entre l'IND i el BMT i ara operen com una sola divisió, la Divisió B. Com que l'IRT és més estret, s'ha mantingut com una divisió pròpia, la Divisió A.

### Sistema de metro actual
El Metro de Nova York està pensat per transportar un gran nombre de persones cada dia feiner. Funciona les 24 hores, cada dia de l'any; només tres Metros a tot el món ho fan. El 2009 van viatjar al Metro 1.579.866.600 passatgers, amb una mitjana en dies laborables de 5.086.833 usuaris. Una estació de metro típica té andanes d'espera que mesuren entre 122i 213 m, suficients per acomodar un gran nombre de persones. Els usuaris entren a una estació a través d'escales en direcció a les taquilles i màquines de venda per comprar el bitllet, actualment amb una MetroCard. Després de passar pel torn, els usuaris baixen a les andanes d'espera. Algunes línies als districtes exteriors i a l'Alt Manhattan tenen vies elevades amb estacions que els passatgers han de pujar. Amb algunes excepcions, els túnels del metro entre les estacions tenen una forma rectangular.
La majoria de línies i estacions tenen serveis locals i expressos. Aquestes últimes tenen tres o quatre vies -les dues exteriors són per a trens locals i la/les central/s per a trens expressos. Les estacions on paren els trens expressos són habitualment punts de destinació o de transbordament importants. Una línia (la de Jamaica, rutes J i Z) usen servei "skip-stop" (alternen parades) en alguns trams, en què dos serveis operen a la línia en hores punta i estacions menys importants són servides per una de les dues rutes a la línia. Des de 1989 i fins al 31 de maig de 2005, les rutes 1 i 9 van oferir el servei de parades alternes als trams compresos entre els carrers 238 i 145, sent eliminat aquest servei per MTA New York City Transit i substituït per la ruta 1 que ara fa totes les parades a la línia de Broadway i Setena Avinguda.

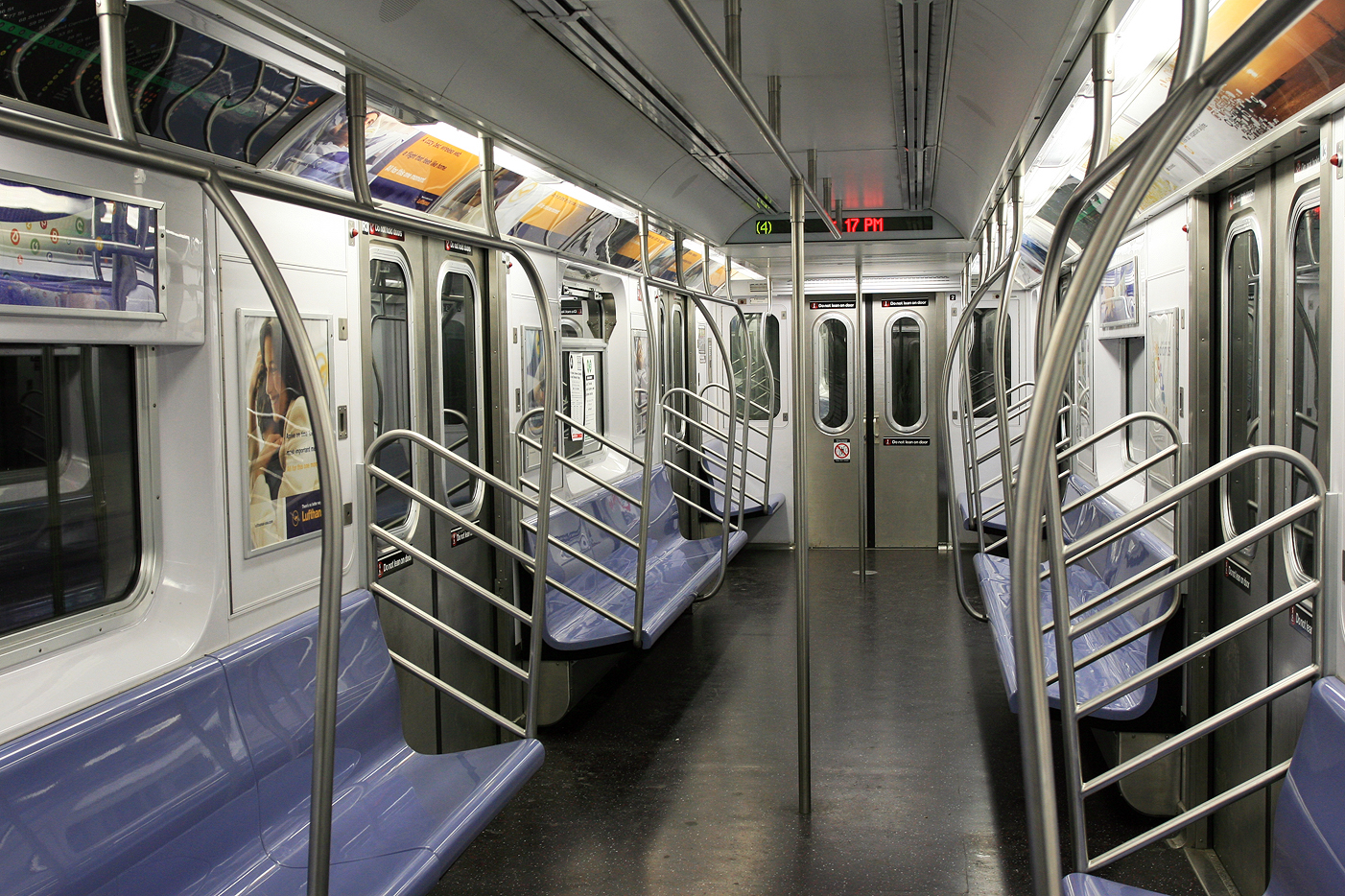
Cotxe del model R142A del Metro de Nova York.

Un comboi típic del metro està compost de 8 a 11 cotxes (els transbordadors o "shuttles" tenen com a poc 2 cotxes); quan estan compostos, poden mesurar des de 46 a 183 metres de llarg. Com a norma general, els trens de les línies hereves de l'IRT són més curts i estrets que els trens que operen a les altres línies (IND i BMT); el resultat és que hi ha dues divisions diferents que no poden compartir trens (divisió “A” per als trens de l'antiga IRT i divisió “B” per als del BMT i IND).
Les estacions de metro estan localitzades al llarg de Manhattan, Brooklyn, Queens i el Bronx. Tots els serveis passen per Manhattan, excepte una ruta, la línia local G Brooklyn-Queens Crosstown, que uneix directament aquests dos districtes i els transbordadors de Rockaway Park i Franklin Avenue, que operen respectivament a Queens i Brooklyn.

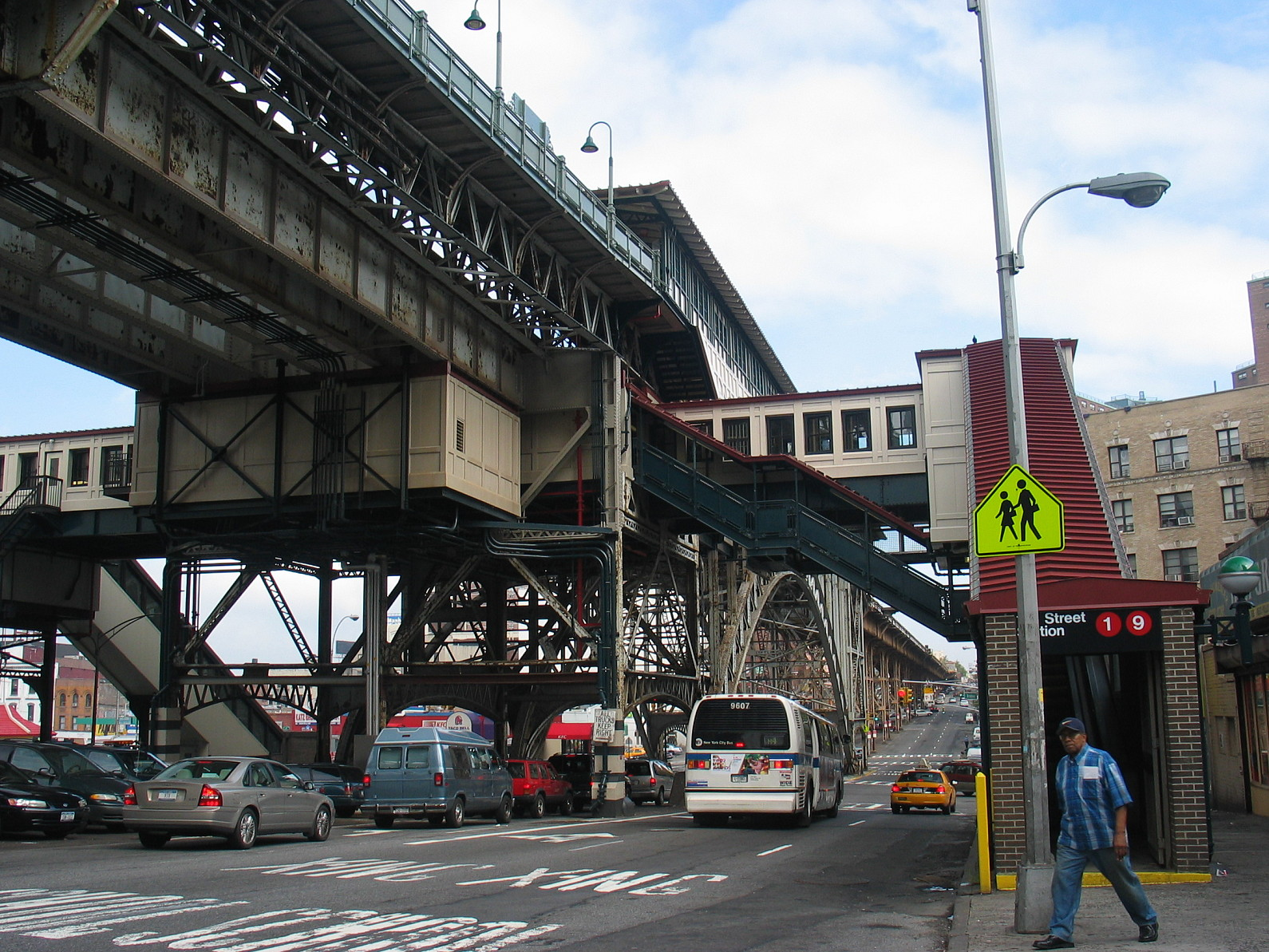
L'estació del Carrer 125 a la línia de la Setena Avinguda-Broadway.

Staten Island està servit pel ferrocarril operat per MTA Staten Island Railway, que uneix les puntes nord i sud d'aquesta illa i que és en realitat una divisió operativa de la secció de Metros de MTA New York City Transit, encara que no és considerat com a part del metro, ja que està unit al sistema central dels ferrocarrils nord-americans.
D'altra banda, hi ha un Metro amb plena autonomia sistèmica que uneix les dues ribes del riu Hudson, entre Nova York (Manhattan, terminals al carrer 33/Herald Square i World Trade Center) i Nova Jersey (terminals a Newark, Hoboken, Journal Square i Exchange Place), però que no és operat per MTA sinó per l'Autoritat Portuària de Nova York i de Nova Jersey, denominat Port Authority Trans-Hudson  (conegut per la seva sigla PATH); com el seu sistema germà, reuneix les característiques d'un Metro (separació total de qualsevol altre sistema de trànsit i subterrani majoritàriament del traçat) i funciona les 24 hores del dia, tot l'any.
En 1994 el sistema de metro va introduir un sistema especial de pagament de tarifes anomenat MetroCard que permet als viatgers usar targetes que emmagatzemen diners abonats al taquiller o en una màquina de venda. La MetroCard va ser millorada el 1997 per permetre als usuaris fer transbords entre metros i autobusos en un termini de dues hores. Altres MetroCard amb transbordaments només entre metros també van ser posades en circulació. El mundialment famós token va ser retirat el 2003, el mateix any en què MTA va pujar la tarifa base a 2 dòlars malgrat les protestes d'usuaris i grups de pressió com Straphangers Campaign. En 2005 la MTA va incrementar els preus de les targetes MetroCard per a viatges il·limitats, però va deixar la tarifa base en els 2 dòlars.
Com que és un sistema antic, la major part de les estacions no són accessibles per a gent amb minusvalideses. Les excepcions són les noves construccions (o reformes, el cas de Coney Island-Stillwell Avenue que va ser totalment reconstruïda) i les estacions importants, tal com estipula la Llei d'Americans amb Discapacitats (“Americans with Disabilities Act”, ADA”) , en anglès).
La MTA va iniciar a l'estiu del 2005 les proves per a una automatització progressiva del seu metro, que inclou la conducció automatitzada. Es van iniciar amb la línia de BMT de Canarsie (ruta L). Es va triar aquesta ruta pel fet que no té ramals i pràcticament no es creua amb cap altra línia. La següent línia planejada per ser automatitzada és la de Flushing (ruta 7) de l'IRT per a la dècada del 2010.
L'automatització permetrà utilitzar l'anomenada “Operació de Trens amb Una Persona” (“One Person Train Operation”, OPTO, en la terminologia que utilitzen els empleats de trànsit). Els beneficis del metro automatitzat inclouen reducció de costos, seguretat i fiabilitat. Els sistemes automatitzats poden ser més segurs, ja que tots els trens estan comunicats via ràdio amb tots els altres (anomenat “Communications-Based Train Control”, CBTC”, control de trens basat en comunicacions) i la seva posició i velocitat són controlats amb precisió. Això comportaria menys retards i un servei millor. El nou sistema reemplaçarà la vella electrònica en servei des de fa dècades i que freqüentment falla a causa d'inundacions (o també a causa d'incendis; el 25 de gener de 2005, un incendi en una cambra de senyals a l'estació del carrer Chambers va deixar sense senyals als trens de les línies A i C (Vuitena Avinguda del BMT) i les reduccions de servei en aquesta línia es van prolongar durant unes dues setmanes).
Els trens automàtics no són totalment nous, actualment existeixen a Barcelona, Los Angeles i París. Un experiment per automatitzar el transbordador del carrer 42 a Nova York, iniciat el 1959, va finalitzar amb un incendi a Grand Central-42nd Street el 24 d'abril del 1964.
Els detractors d'aquesta automatització addueixen que operar trens amb una sola persona, posa en risc la seguretat personal dels viatgers, ja que normalment el conductor (l'empleat que obre i tanca les portes dels trens i fa els anuncis d'estacions on aquests no estan automatitzats) és l'encarregat d'avisar els serveis d'emergència si cal. Aquest lloc seria eliminat i les seves tasques passarien al maquinista.

## Línies i rutes
La majoria de sistemes de trànsit ràpid són rutes estàtiques i, per tant, una línia és sinònim de ruta. A Nova York, les rutes canvien sovint quan s'obren noves connexions o les necessitats de la població canvien. La línia descriu el camí físic mentre que la ruta descriu per on passa i les terminals d'ambdós costats.
Les "rutes" (també anomenades "serveis") es distingeixen per un número o lletra, mentre que les línies tenen noms.
Hi ha 26 serveis a la xarxa del metro, que inclouen tres trens llançadora de curt recorregut. Cada ruta té un color que representa la línia per on passa principalment a Manhattan i pot estar etiquetada com a local o exprés. Crosstown Line té un color assignat diferent d'ençà que no passa per Manhattan, i les llançadores tenen un color gris fosc.
L'actual sistema de colors representa el mapa oficial que proposà R. Raleigh D'Adamo, advocat que participà en el concurs que va organitzar l'Autoritat del Trànsit de 1964. D'Adamo va proposar un color per cada línia en comptes de només tres colors (que representava el sistema de cada empresa que operava).
| Nomenclatura                                                          | Ruta                 | Línia                        | Observacions |
| --------------------------------------------------------------------- | -------------------- | ---------------------------- | ------------ |
| Divisió A (IRT)                                                       |                      |                              |              |
| Ruta 1 del Metro de Nova York                                         | 1                    | Broadway-Seventh Avenue Line | local        |
| Ruta 2 del Metro de Nova York                                         | 2                    | Broadway-Seventh Avenue Line | exprés       |
| Ruta 3 del Metro de Nova York                                         | 3                    | Broadway-Seventh Avenue Line | exprés       |
| Ruta 4 del Metro de Nova York                                         | 4                    | Lexington Avenue Line        | exprés       |
| Ruta 5 del Metro de Nova York                                         | 5                    | Lexington Avenue Line        | exprés       |
| Ruta 6 del Metro de Nova York · Ruta 6 Express del Metro de Nova York | 6                    | Lexington Avenue Line        | local/exprés |
| Ruta 7 del Metro de Nova York · Ruta 7 Express del Metro de Nova York | 7                    | Flushing Line                | local/exprés |
| Ruta S del Metro de Nova York                                         | 42nd Street Line     | 42nd Street Line             | llançadora   |
| Divisió B (BMT/IND)                                                   |                      |                              |              |
| Ruta A del Metro de Nova York                                         | A                    | Eighth Avenue Line           | exprés       |
| Ruta B del Metro de Nova York                                         | B                    | Sixth Avenue Line            | exprés       |
| Ruta C del Metro de Nova York                                         | C                    | Eighth Avenue Line           | local        |
| Ruta D del Metro de Nova York                                         | D                    | Sixth Avenue Line            | exprés       |
| Ruta E del Metro de Nova York                                         | E                    | Eighth Avenue Line           | local        |
| Ruta F del Metro de Nova York                                         | F                    | Sixth Avenue Line            | local        |
| Ruta G del Metro de Nova York                                         | G                    | Crosstown Line               | local        |
| Ruta J del Metro de Nova York                                         | J/Z                  | Nassau Street Line           | exprés       |
| Ruta L del Metro de Nova York                                         | L                    | Canarsie Line                | local        |
| Ruta M del Metro de Nova York                                         | M                    | Nassau Street Line           | local        |
| Ruta N del Metro de Nova York                                         | N                    | Broadway Line                | exprés       |
| Ruta Q del Metro de Nova York                                         | Q                    | Broadway Line                | exprés       |
| Ruta R del Metro de Nova York                                         | R                    | Broadway Line                | local        |
| Ruta S del Metro de Nova York                                         | Franklin Avenue Line | Franklin Avenue Line         | llançadora   |
| Ruta S del Metro de Nova York                                         | Rockaway Park Line   | Rockaway Park Line           | llançadora   |
| Ruta T del Metro de Nova York                                         | T                    | Second Avenue Subway         | projectada   |
| Ruta Z del Metro de Nova York                                         | J/Z                  | Nassau Street Line           | exprés       |